# IRIS-T
IRIS-T (eng. Infra Red Imaging System Tail / Thrust Vector-Controlled; hrv. Infracrveni sustav navođenja / Kontrolirani vektorski potisak) jest program razvoja raketa zrak-zrak kratkog dometa kojima bi se zamijenio postojeći američki projektil AIM-9 Sidewinder koji koriste mnoge zemlje članice NATO pakta. Svaki vojni lovac koji može prenositi te ispaliti AIM-9  kompatibilan je i za upotrebu novijeg IRIS-T.

## Povijest
Tokom 1980-ih, članice NATO-a su potpisale Memorandum o suglasnosti da će SAD razviti zrak-zrak rakete srednjeg dometa koje će zamijeniti AIM-7 Sparrow dok će Njemačka i Velika Britanija razviti zrak-zrak raketu kratkog dometa koja će zamijeniti AIM-9 Sidewinder. Tako je SAD razvio AIM-120 AMRAAM dok su Velika Britanija i Njemačka zajedno stvorili AIM-132 ASRAAM.
ASRAAM projektili su se počeli razvijati 1970. a zbog upadljivog dizajna bili su poznati pod nazivom Taildog. Razvoj projektila je dovršen 1974. ali bez narudžbi za njihovu nabavu. Zbog toga je organizacija razvoja rakete podijeljena tako da su Nijemci razvijali novi tragač a Britanci većinu preostalih komponenti. U međuvremenu je smanjena potreba za visokom upravljivošću u korist većeg dometa.
Budući da je AIM-120 imao domet od 20 milja a AIM-9 mnogo manji, novonastali njemačko-britanski projektil je morao "smanjiti jaz" u dometu između AIM-120 i AIM-9. Nova raketa je tako imala veću brzinu i domet od svoje prve inačice.
Nakon njemačkog ujedinjenja 1989., novoosnovana SR Njemačka se suočila s velikim količinama Vympel R-73 raketa (NATO naziv: AA-11 Archer) koje su u DDR-u koristili lovci MiG-29. Njihovim testiranjem je utvrđeno da su daleko više pokretljivije i bolje u pronalaženju i praćenju mete od najnovijeg AIM-9 Sidewindera. Ovi zaključci su u Njemačkoj doveli u pitanje određene aspekte dizajna ASRAAM raketa što je u zajedničkom projektu bila britanska odgovornost. Od posebne važnosti bio je i nedostatak potisnog momenta u okretnosti prilikom bliskih zračnih borbi.
Budući da Njemačka i Velika Britanija nisu mogli doći do zajedničkog sporazuma u dizajnu ASRAAM-a, Nijemci su se 1990. povukli iz projekta. Zbog toga je Velika Britanija odlučila pronaći drugi tragač te razviti ASRAAM u skladu s dogovorenim zahtjevima.

## Razvojni partneri
1995. godine Njemačka je najavila razvojni program IRIS-T zrak-zrak rakete u suradnji sa Švedskom, Norveškom, Kanadom, Italijom i Grčkom. Kanada se kasnije povukla iz projekta dok se Španjolska 2003. pridružila kao nabavni partner.
| Razvojni partneri IRIS-T | Razvojni partneri IRIS-T  |
| Zemlja                   | Udio u programu           |
| ------------------------ | ------------------------- |
| Njemačka                 | 46%                       |
| Italija                  | 19%                       |
| Švedska                  | 18%                       |
| Grčka                    | 13%                       |
| Norveška / Kanada        | 4% (podijeljeni troškovi) |

Prva narudžba za IRIS-T projektilima je isporučena njemačkom Luftwaffeu 5. prosinca 2005.

## Inačice

### IDAS
IDAS je mornarička verzija IRIS-T rakete koja je razvijena za podmornice klase Type 212 njemačke ratne mornarice. Zadaća IDAS projektila je neutraliziranje zračnih prijetnji, brodova manje i srednje veličine te bliskih kopnenih ciljeva.

### IRIS-T SL
U sklopu programa MEADS, Luftwaffe namjerava integrirati radarski navođenu inačicu projektila koji bi bio lansiran s kopna, a bio bi nazvan IRIS-T SLM za inačicu srednjeg dometa i IRIS-T SLX za inačicu dugog dometa.

## Korisnici
| Korisnici IRIS-T projektila u svijetu | Korisnici IRIS-T projektila u svijetu              | Korisnici IRIS-T projektila u svijetu | Korisnici IRIS-T projektila u svijetu                       |
| Korisnik                              | Lansirna platforma                                 | Količina projektila                   | Napomena                                                    |
| ------------------------------------- | -------------------------------------------------- | ------------------------------------- | ----------------------------------------------------------- |
| Njemačka                              | Eurofighter Typhoon Panavia Tornado F-4 Phantom II | 1.250                                 |                                                             |
| Španjolska                            | F/A-18 Hornet Eurofighter Typhoon                  | 750                                   |                                                             |
| Nizozemska                            | F-16 Fighting Falcon                               | 500                                   |                                                             |
| Belgija                               | F-16 Fighting Falcon                               | 500                                   |                                                             |
| Italija                               | Eurofighter Typhoon                                | 450                                   |                                                             |
| Grčka                                 | F-16 Fighting Falcon F-4 Phantom II                | 350                                   |                                                             |
| Norveška                              | F-16 Fighting Falcon                               | 150                                   |                                                             |
| Austrija                              | Eurofighter Typhoon                                | 25                                    |                                                             |
| JAR                                   | JAS 39 Gripen                                      | 10                                    | Dostavljeno je samo 10 od ukupne narudžbe od 30 projektila. |
| Švedska                               | JAS 39 Gripen                                      | ???                                   |                                                             |
| Saudijska Arabija                     | Eurofighter Typhoon Panavia Tornado                | ???                                   | Naručen je nepoznat broj projektila.                        |
| Tajland                               | JAS 39 Gripen F-16 Fighting Falcon                 | ???                                   | Naručen je nepoznat broj projektila.                        |

## Vanjske poveznice
- IRIS-T na web stranicama proizvođača